# MeCP2
MECP2 (البروتين 2 الرابط لميثيل-CpG) (بالإنجليزية: methyl CpG binding protein 2) هو جين يشفر البروتين MECP2. يبدو أن MECP2 ضروري للوظيفة الطبيعية للخلايا العصبية، وأن البروتين مهم بشكل خاص للخلايا العصبية الناضجة حيث يتواجد بمستويات عالية. من المحتمل أن البروتين MECP2 يشارك في تثبيط («قمع» أو «إسكات») عدة جينات أخرى. يمنع الجينات من تصنيع البروتينات عندما لا تكون هناك حاجة إليها. أظهرت الدراسات الأخيرة أن بروتين MECP2 يمكنه أيضًا تنشيط جينات أخرى. يقع الجين MECP2 على الذراع الطويلة (q) للكروموسوم X في اللفيف 28 («Xq28»)، من الزوج القاعدي 152,808,110 إلى الزوج القاعدي 152,878,611.
MECP2 هو بروتين قارئ مهم لمثيلة الدنا. يتعرف نطاقه الرابط لميثيل- CpG (MBD) على مناطق 5-ميثيل سايتوسين ويربطها. إن بروتين MECP2 مرتبط بالصبغي X ويخضع لعملية تعطيل الصبغي X. طفرات MECP2 الجينية هي السبب وراء معظم حالات متلازمة ريت، وهي اضطراب تطوري عصبي تقدمي وأحد الأسباب الأكثر شيوعًا للإعاقة الإدراكية عند الإناث. اكتُشف ما لا يقل عن 53 طفرة مرضية في هذا الجين.

## الدور
يوجد بروتين MECP2 في جميع خلايا الجسم، بما في ذلك الدماغ، ويعمل كمثبط ومنشط للنسخ تبعًا للظروف. ومع ذلك، فإن فكرة أن بروتين MECP2 يعمل كمنشط هي فكرة جديدة نسبيًا وماتزال مثيرة للجدل. في الدماغ، يوجد بتركيزات عالية في الخلايا العصبية ويرتبط بنضج الجهاز العصبي المركزي وتشكيل الاتصالات المشبكية.

## آلية العمل
يرتبط بروتين MeCP2 بأشكال الدنا المُمَثيَلة. يتفاعل بروتين MeCP2 بعد ذلك مع البروتينات الأخرى لتكوين مركب يؤدي إلى تعطيل الجين. يفضل MeCP2 الارتباط بالمواقع الموجودة على الجينوم بتعديل كيميائي يُجرى على السيتوزين (C) عندما يحدث ضمن تسلسل دنا معين «CpG». إن هذا شكل من أشكال مثيلة الدنا. تمتلك العديد من الجينات جزر CpG، والتي تظهر غالبًا بالقرب من بداية الجين. لا يرتبط MECP2 بهذه الجزر في معظم الحالات إذ لا يتم مثيلتها. يمكن تنظيم التعبير عن عدد قليل من الجينات من خلال مثيلة جزيرة CpG الخاصة بها، وقد يلعب بروتين MECP2 دورًا في مجموعة فرعية منها. لم يحدد الباحثون بعد الجينات التي يستهدفها بروتين MeCP2، ولكن ربما تكون هذه الجينات مهمة للوظيفة الطبيعية للجهاز العصبي المركزي. ومع ذلك، وجد أول تخطيط واسع النطاق لمواقع ربط MECP2 في العصبونات أن 6% فقط من مواقع الربط موجودة في جزر CpG، وأن 63% من المحفزات المرتبطة بالبروتين MECP2 يُعبر عنها بفعالية و 6% فقط تُمثيَل بدرجة عالية، ما يشير إلى أن وظيفة بروتين MECP2 الرئيسية أمرٌ آخرٌ غير إسكات المحفزات الممثيلة.
بمجرد الارتباط، يكثف بروتين MeCP2 بنية الكروماتين، ويشكل معقد مع مركب هيستون ديسيتيلاز (HDAC)، أو يمنع عوامل النسخ مباشرة. أظهرت دراسات أحدث أن بروتين MeCP2 قد يعمل أيضًا كمنشط نسخ من خلال توظيف عامل النسخ CREB1. كان هذا اكتشافًا مفاجئًا أشار إلى أن بروتين MeCP2 هو منظم نسخ رئيسي ذو دور مزدوج في التعبير الجيني. في الواقع، يبدو أن غالبية الجينات التي ينظمها بروتين MeCP2 يتم تنشيطها بدلًا من قمعها. ومع ذلك، مايزال مثار جدل ما إذا كان بروتين MeCP2 ينظم هذه الجينات بشكل مباشر أو أن هذه التغييرات ثانوية في طبيعتها. أظهرت دراسات أخرى أن بروتين MeCP2 قد يكون قادرًا على الارتباط مباشرةً بالدنا غير-الممثيل في بعض الحالات. تبين دور MeCP2 في تنظيم الجينات المطبوعة والمواقع المتضمنة UBE3A وDLX5.
يؤدي انخفاض التعبير عن بروتين MECP2 في (الخلايا الجذعية العصبية Mecp2+/-) إلى زيادة الشيخوخة وضعف القدرة التكاثرية وتراكم أضرار الدنا غير المُصلحة. بعد تعريض خلايا Mecp2+/- لأي من العوامل الثلاثة المختلفة المدمرة للحمض النووي، راكمت الخلايا أضرار دنا أكثر وكانت عرضة أكثر للتموت الخلوي من خلايا المقارنة. استُنتج أن انخفاض تعبير بروتين MECP2 يؤدي إلى انخفاض القدرة على إصلاح الدنا وهذا من المحتمل أن يساهم في التنكس العصبي.

## بنية
MECP2 هو جزء من عائلة من بروتينات ربط نطاق ميثيل-CpG، ولكنه يتمتع باختلافات فريدة تميزه عن المجموعة. يمتلك نطاقان وظيفيان:
- نطاق ربط ميثيل-سيتوزين (MBD) يتكون من 85 حمض أميني؛ و
- نطاق قمع النسخ (TRD) يتكون من 104 أحماض امينية

يشكل نطاق MBD وتدًا ويرتبط بمواقع CpG الممثيلة على شرائط الحمض النووي. ثم تتفاعل منطقة TRD مع الجين SIN3A لتفعيل هيستون-ديسيتيلاز (HDAC). ثمة أيضًا تسلسلات غير اعتيادية ومتكررة في النهاية الكربوكسيلية. ترتبط هذه المنطقة ارتباطًا وثيقًا بعائلة نطاق بروتينات رأس الشوكة على مستوى الأحماض الأمينية.

## التفاعلات
ثبت أن بروتين MECP2 يتفاعل مع بروتين SKI والبروتين المثبط المشترك للمستقبلات النووية-1. يُعتقد أن MECP2 mRNA يتفاعل مع جزيء miR-132 في الخلايا العصبية، ما يؤدي إلى إسكات التعبير عن البروتين. هذا يشكل جزءًا من آلية الاستتباب التي يمكن أن تنظم مستويات MECP2 في الدماغ.

## إجهاد النشأة
يرصد MeCP2 الاستجابة لإجهاد الحياة المبكرة. يرتبط إجهاد الحياة المبكرة بفرط فسفرة بروتين MeCP2 في النواة جانب البطينية الواقعة تحت المهاد. يؤدي هذا بالتالي إلى انخفاض نسبة إشغال MeCP2 في منطقة محفز جين AVP، وبالتالي مستويات مرتفعة من الأرجنين فازوبرسين. إن الفازوبرسين هو هرمون أساسي يشارك في المحور الوطائي-النخامي-الكظري، والترابطية في الدماغ التي تنظم التعامل مع الإجهاد وردة الفعل تجاهه. يؤدي انخفاض دور بروتين MeCP2 إلى زيادة الاستجابة العصبية للإجهاد.